# Cistícola alacurta
La cistícola alacurta (Cisticola brachypterus) és una espècie d'ocell passeriforme de la família Cisticolidae pròpia de l'Àfrica austral.

## Descripció
És un ocell petit amb el plomatge de les parts superiors bru amb vetejat fosc a l'esquena i les parts inferiors més clares, la gola i el pit blanquinosos i el ventre d'un to canyella clar.
S'assembla al seu parent la cistícola de capell rogenc, però amb la cua més curta i sense la taca vermellosa del pili del capell rogenc.

## Taxonomia

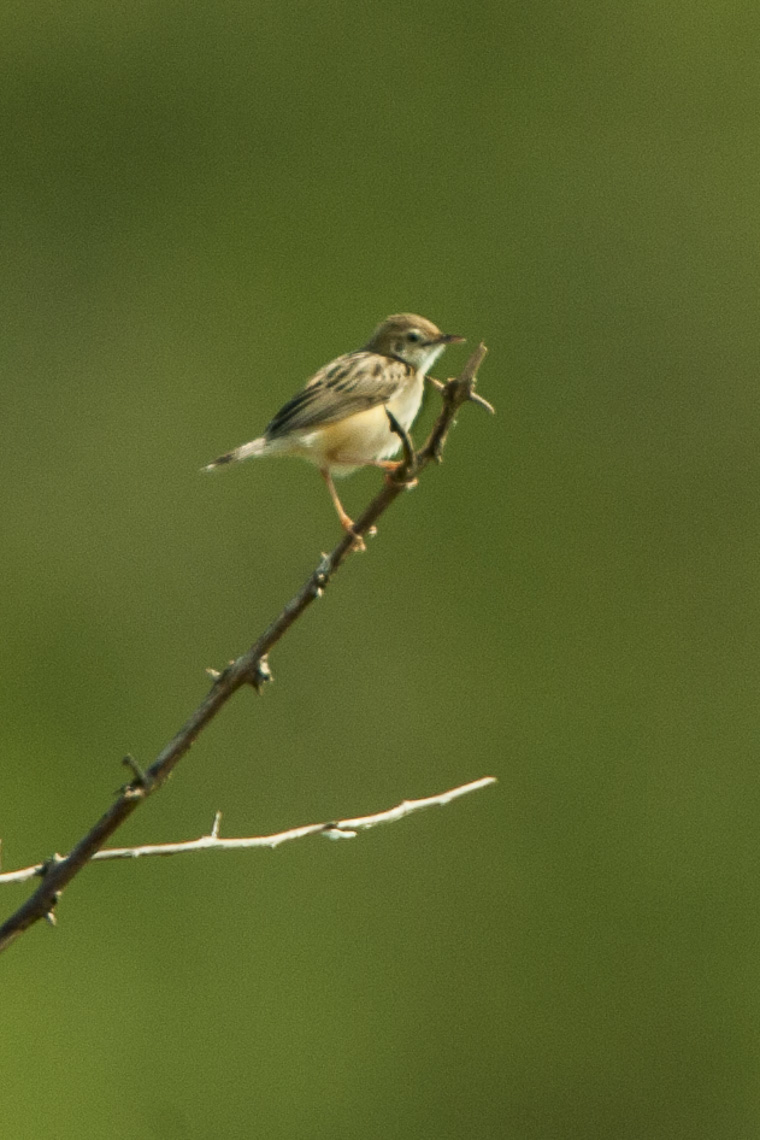
Francesco Veronesi (Italia)

Va ser descrit científicament el 1870 per l'ornitòleg anglès Sharpe, amb el nom científic de Drymoeca brachyptera. Posteriorment va ser traslladat al gènere Cisticola.
Es reconeixen nou subespècies:
- C. b. brachypterus: localitzat des del Senegal i Gàmbia fins a l'oest del Sudan, el nord de la RDC y el nord d'Angola;
- C. b. hypoxanthus: es troba al nord-est de la RDC, Sudan del Sud i el nord d'Uganda;
- C. b. zedlitzi: localitzada a Eritrea i Etiòpia;
- C. b. reichenowi: és present des del sud de Somàlia fins al nord-est de Tanzània;
- C. b. ankole: localitzada entre l'est de la RDC i el sud de Uganda i el nord-est de Tanzània;
- C. b. kericho: localitzada en el sud-oest de Kenya;
- C. b. katonae: es troba des de l'interior de Kenya fins al nord de Tanzània;
- C. b. loanda: localitzada entre el centre d'Angola al sud de la RDC i l'oest de Zàmbia;
- C. b. isabellinus: és present des de Zàmbia i el sud de Tanzània fins a Moçambic.

## Hàbitat i distribució
Es troba troba a la major part de l'Àfrica subsahariana, distribuït des de l'Àfrica occidental fins a Etiòpia i arribant fins a Moçambic pel sud. És absent a les zones més àrides d'Àfrica austral i la Banya d'Àfrica, i a les zones més denses del bosc. És abundant a les clarianes del bosc, especialment a les de miombo (Brachystegia), però també es troba en altres tipus de bosc i sabana. A més, ocupa les zones de matoll amb monticles de tèrmits, la vegetació de caceres i cunetes i els límits de les zones de cultiu.

## Comportament
S'alimenta principalment d'insectes com tèrmits, llagostes, escarabats i xinxes que busca a terra i entre les mates d'herba.
A Zimbàbue es reprodueix de novembre a març. El niu és una bola compacta d'herba i fulles amb una entrada lateral, reforçada amb teranyines. Generalment el situa a prop del terra a l'interior d'una mata d'herba o un matoll petit. Sol posar entre 2-4 ous que són incubats només per la femella durant uns 14 dies. Els pollets romanen 17 dies més al niu.